# Obeidia vagipardata
Obeidia vagipardata là một loài bướm đêm trong họ Geometridae.